# Scombrolabrax heterolepis
Scombrolabrax heterolepis är en art i ordningen abborrartade fiskar. Fisken utgör den enda arten i släktet Scombrolabrax och även i familjen Scombrolabracidae samt i underordningen Scombrolabracoidei. Dessa djur lever i tropiska eller subtropiska regioner av Atlantiska oceanen, Indiska oceanen och Stilla havet 100 till 900 meter under vattenytan.
Denna fisk blir upp till 30 cm lång och den har en mörkbrun färg. I ryggfenan finns 12 taggstrålar och 14 till 16 mjukstrålar. Analfenan har 2 till 3 taggstrålar och 16 till 18 mjukstrålar.
Utbredningsområdet sträcker sig i Atlanten från norra Afrika och Nordamerika till norra Argentina, i Indiska oceanen från Arabiska halvön till Madagaskar samt längs västra Australiens kust och i Stilla havet från Japan till Nya Kaledonien. Arten simmar ofta 50 cm ovanför havets botten. Scombrolabrax heterolepis jagas av stora tonfiskar och stora havsgäddfiskar.
Fiske på arten sker måttlig. Hela populationen anses fortfarande vara stor. IUCN listar arten som livskraftig (LC).